# Барикадна (станція метро)
Барикадна (рос. Баррикадная) — станція Тагансько-Краснопресненської лінії Московського метрополітену, розташована між станціями «Вулиця 1905 року» та «Пушкінська».
Відкрита 30 грудня 1972 у складі черги Барикадна — «Октябрське поле». Названа по однойменній вулиці.

## Вестибюлі
Із західного торця центрального залу станції ескалатор веде на станцію Кільцевої лінії «Краснопресненська», зі східного торця — до наземного вестибюля, розташованого на Барикадній вулиці. Також є вихід у місто до Московського зоопарку і Великої Грузинської вулиці, Барикадної вулиці та до висотної будівлі на Кудринській площі.

## Технічна характеристика
Конструкція станції — пілонна трисклепінна глибокого закладення, (глибина закладення — 30 м). Пасажиропотік через вестибюль станції становить 32,9 тис. осіб на добу (2002), а пересадний пасажиропотік становить 118,5 тис. осіб на добу (1999).

## Оздоблення
Масивні, трапецієподібні в профілі, що розширюються догори пілони оздоблені рожевим мармуром. Колійні стіни оздоблені сірим мармуром різних відтінків, внизу смуга з чорного мармуру. Підлогу викладено сірими і червоними гранітними плитами.
Люмінесцентні світильники розташовані на склепіннях у вигляді ламаної лінії. Колійні стіни, портали центрального залу, а також наземний вестибюль прикрашені панно з алюмінію (авт. Х. М. Рысин, Д. Я. Бодниек, И. А. Долган, Б. С. Широков (рос.)).

## Колійний розвиток

Схема колійного розвитку станції «Барикадна»

Станція з колійним розвитком — 2 стрілочних переводи і пошерсний з'їзд.
За станцією розташований з'їзд, який використовували для обороту потягів, коли «Барикадна» була кінцевою.

## Пересадки
- Метростанцію  «Краснопресненська»
- Автобуси: м3, м31, м35, 69, 116, 152, с216, с344, с364, 366, с369, 379, с511